# Ruth J. Williams
Ruth Jeanette Williams (Austrália, 7 de março de 1955) é uma matemática australiana-estadunidense.

## Vida
Williams estudou na Universidade de Melbourne com o bacharelado em 1976 e um mestrado em 1978, com um doutorado na Universidade Stanford em 1983, orientada por Chung Kai-lai, com a tese Brownian Motion in a Wedge with Oblique Reflection at the Boundary. No pós-doutorado esteve no Instituto Courant de Ciências Matemáticas e foi  partir de 1984 professora assistente e mais tarde professora na Universidade da Califórnia em San Diego, onde é atualmente Charles Lee Powell Professor de matemática.

## Condecorações e associações
É membro da Academia Nacional de Ciências dos Estados Unidos, da Academia de Artes e Ciências dos Estados Unidos, da Associação Americana para o Avanço da Ciência, da American Mathematical Society e do Institute of Mathematical Statistics.
Recebeu o Prêmio Teoria John von Neumann de 2016, juntamente com Martin I. Reiman. Foi palestrante convidada do Congresso Internacional de Matemáticos em Berlim (1998: Reflecting Diffusions and Queuing Networks).

## Obras
- com Kai L. Chung: Introduction to Stochastic Integration, Birkhäuser, 1983, 2. Edição 2011
- Introduction to the mathematics of finance, Graduate Studies in Mathematics 72, American Mathematical Society (Providence, RI), 2006
- com H. C. Gromoll, A. L. Puha: The fluid limit of a heavily loaded processor sharing queue, Ann. Appl. Probab., Volume 12, 2002, p. 797– 859
- com S. R. Srinivasa Varadhan: Brownian motion in a wedge with oblique reflection, Comm. Pure Appl. Math., Volume 38, 1985, p. 405– 443
- com M. Bramson: Two workload properties for Brownian networks, Queueing Syst., Volume 45, 2003, p. 191– 221
- com W. Kang, F. P. Kelly, N. H. Lee: Fluid and Brownian approximations for an Internet congestion control model, Proceedings of the 43rd IEEE Conference on Decision and Control, Dezembro de 2004, p. 3938– 3943
- Brownian models of multiclass queueing networks, Proceedings 29th IEEE Conference on Decision and Control, Dezembro de 1990, p. 573–574